# Трубарево
Трубарево (на македонска литературна норма: Трубарево) е село в община Гази Баба на Северна Македония.

## География
Селото е разположено в Скопската котловина на левия бряг на Вардар и на практика е квартал на Скопие.

## История
В края на XIX век Трубарево е село в Скопска каза на Османската империя. Според статистиката на Васил Кънчов („Македония. Етнография и статистика“) към 1900 година в Трубарево живеят 85 българи християни.
В началото на XX век цялото християнско население на селото е под върховенството на Българската екзархия. По данни на секретаря на екзархията Димитър Мишев („La Macédoine et sa Population Chrétienne“) в 1905 година в Трубарево има 56 българи екзархисти.
След Междусъюзническата война в 1913 година селото влиза в границите на Сърбия.
На етническата си карта от 1927 година Леонард Шулце Йена показва Търбарево (Trbarevo) като село с неясен етнически състав.
В 1982 година е осветена църквата „Свети Георги“, изградена на мястото на старо едноименно оброчище, белязано с оброчен кръст.
Според преброяването от 2002 година селото има 2669 жители.
| Националност     | Всичко |
| северномакедонци | 1973   |
| албанци          | 494    |
| турци            | 12     |
| роми             | 14     |
| власи            | 0      |
| сърби            | 124    |
| бошняци          | 0      |
| други            | 52     |

## Личности
Починали в Трубарево
- Стоян (Тане) Лазов Сетинов (1851 или 1870 - 1965), свещеник, революционер и войвода от ВМОРО. Участник в Илинденското въстание. Роден в село Жерви, Воденско